# Les Écorchés
Pour les articles homonymes, voir Écorchés.
Singles de Noir Désir
Aux sombres héros de l'amer
(1989) En route pour la joie
(1990)
Pistes de Veuillez rendre l'âme (à qui elle appartient)
La Chaleur Joey I
Les Écorchés est une chanson de Noir Désir parue le 10 janvier 1989 sur l'album Veuillez rendre l'âme (à qui elle appartient). Après Aux sombres héros de l'amer, elle est le second extrait de l'album sorti en single, en octobre de la même année.
Le groupe dévoile sa nature, celle d'un groupe d’écorchés vifs déversant toute sa rage ; la chanson est régulièrement présente en concert autant que dans de nouvelles versions.
Une version enlevée, enregistrée en public, est présente dans l'album Dies irae ainsi qu'en face B de Marlène, le single qui en est extrait (1994).
Une version remixée par Sloy figure sur l'album One Trip/One Noise (1998).
Noir Désir interprète Les Écorchés en 2002 sur la scène des Victoires de la musique. Cette version est incorporée dans le DVD Soyons désinvoltes, n'ayons l'air de rien (2011).
Une version acoustique enregistrée à Milan en 2002 est intégrée dans l'album Débranché (2020).
La chanson est reprise par Eiffel dans son album live Les Yeux fermés (2004).
On peut entendre Les Écorchés dans le film Charleston de Andrei Crețulescu (2017).